# Sveriges fotbollslandslag i VM 1978
Sveriges fotbollslandslag i VM 1978
Här följer Sveriges fotbollslandslags VM-trupp till Argentina 1978.

## Förbundskapten
- Georg "Åby" Ericson
- Ass. förbundskapten: Tord Grip

| Målvakter  | Målvakter          | Målvakter                  |
| ---------- | ------------------ | -------------------------- |
| 1          | Ronnie Hellström   | FC Kaiserslautern          |
| 12         | Göran Hagberg      | Östers IF                  |
| 17         | Jan Möller         | Malmö FF                   |
| Utespelare |                    |                            |
| 2          | Hasse Borg         | TSV Eintracht Braunschweig |
| 3          | Roy Andersson      | Malmö FF                   |
| 4          | Björn Nordqvist    | IFK Göteborg               |
| 5          | Ingemar Erlandsson | Malmö FF                   |
| 6          | Staffan Tapper     | Malmö FF                   |
| 7          | Anders Linderoth   | Olympique de Marseille     |
| 8          | Bo Larsson         | Malmö FF                   |
| 9          | Lennart Larsson    | FC Schalke 04              |
| 10         | Thomas Sjöberg     | Malmö FF                   |
| 11         | Benny Wendt        | FC Kaiserslautern          |
| 13         | Magnus Andersson   | Malmö FF                   |
| 14         | Ronald Åman        | Örebro SK                  |
| 15         | Torbjörn Nilsson   | IFK Göteborg               |
| 16         | Conny Torstensson  | FC Zürich                  |
| 18         | Olle Nordin        | IFK Göteborg               |
| 19         | Kent Karlsson      | IFK Eskilstuna             |
| 20         | Roland Andersson   | Malmö FF                   |
| 21         | Sanny Åslund       | AIK                        |
| 22         | Ralf Edström       | IFK Göteborg               |